# 西スマトラ州
西スマトラ州（にしスマトラしゅう、インドネシア語: Sumatera Barat）は、インドネシアの州。スマトラ島の中部の西岸部分にある。州都はパダン。

## 歴史
1347年、id:Kerajaan Pagaruyung（1347年–1833年）が成立。

## 行政区分

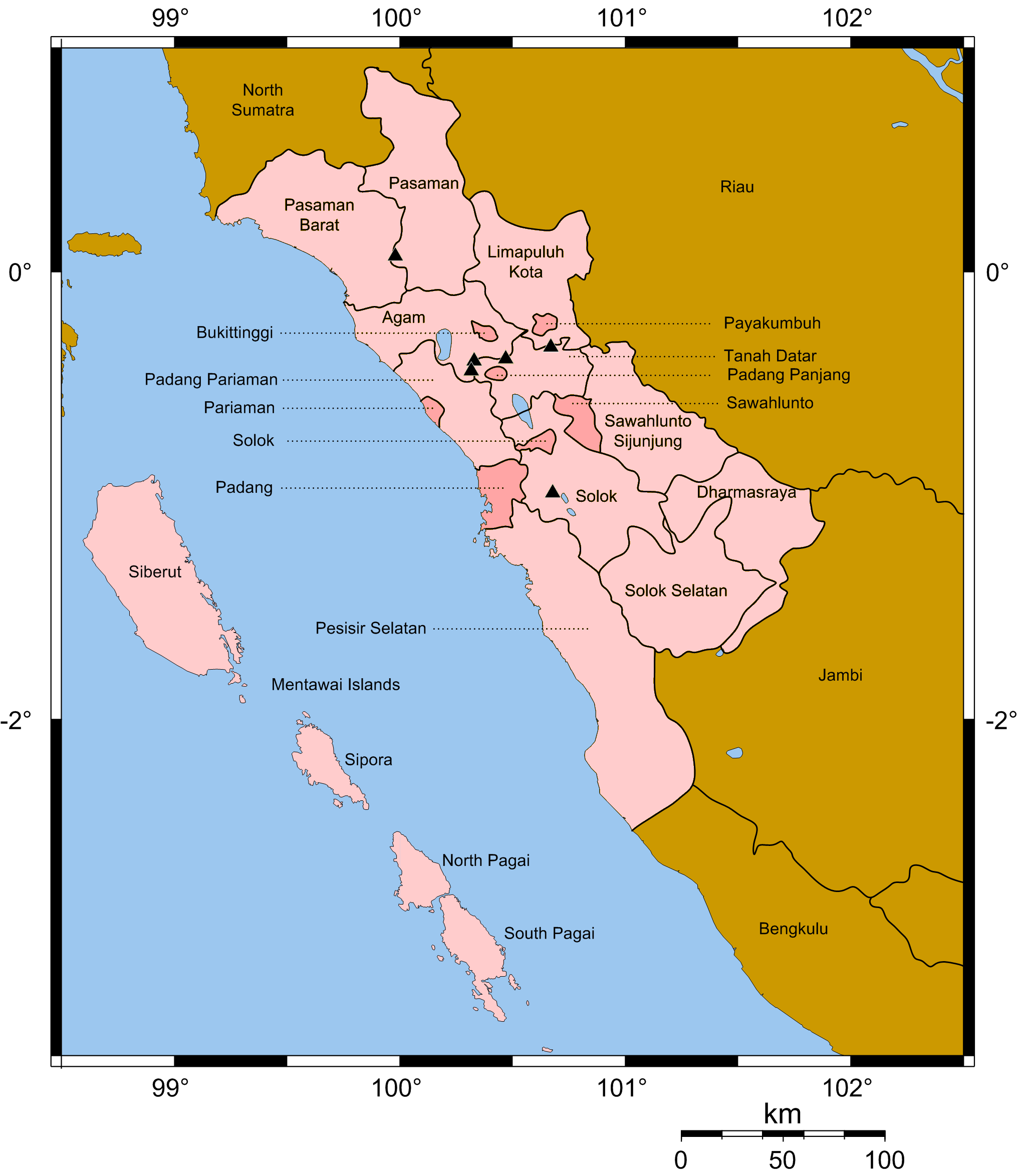
西スマトラ州の地図

西スマトラ州は12の県と7つの市部に分けられている。

### 県
- アガム県 - 県都：ルブクバスン
- Dharmasraya県 - 県都：Pulau Punjung
- メンタワイ諸島県 (Kepulauan Mentawai) - 県都：Tua Pejat
- リマプルコタ県 - 県都：Payakumbuh
- パダン・パリアマン県 - 県都：パリアマン
- パサマン県 - 県都：Lubuk Sikaping
- 西パサマン県 (Pasaman Barat) - 県都：Simpang Empat
- 南プシシル県 (Pesisir Selatan) - 県都：Painan
- Sawahlunto Sijunjung県 - 県都：Muaro Sijunjung
- ソロック県 - 県都：ソロック
- 南ソロック県 (Solok Selatan) - 県都：Padang Aro
- タナ・ダタール県 - 県都：Batusangkar

### 市
- Bukittinggi ブキティンギ
- Padang パダン
- Padang Panjang パダン パンジャン
- Pariaman パリアマン
- Payakumbuh パヤクンブ
- Sawahlunto サワルント
- Solok ソロッ